# Papilio agestor
Papilio agestor là một loài bướm thuộc họ Bướm phượng (Papilionidae). 
Loài Papilio agestor được mô tả năm 1831 bởi Gray. Loài bướm Papilio agestor sinh sống ở châu Á.

## Hình ảnh

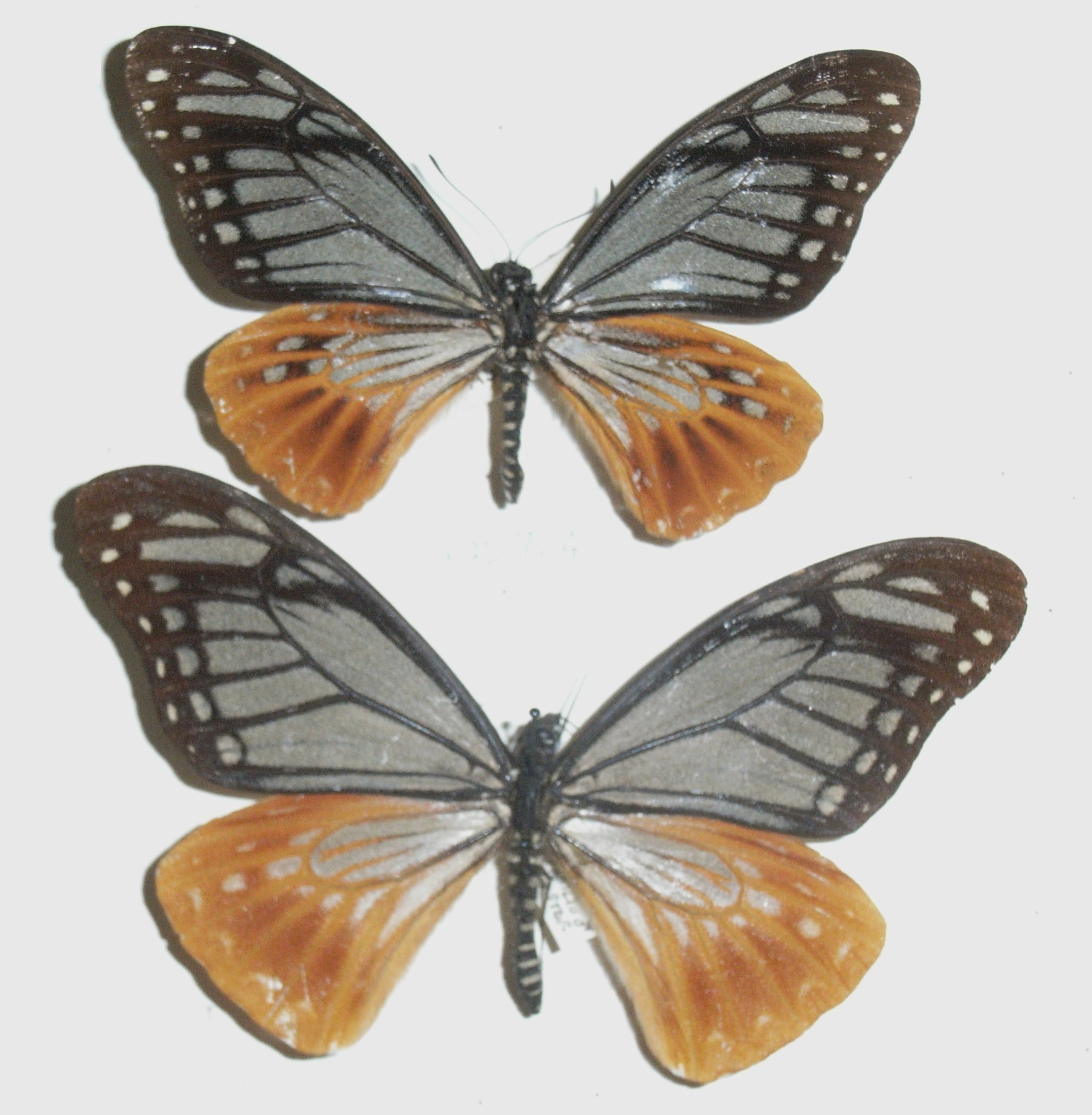